# Chema Gil Garre
José María Gil Garre (Cartagena, España, 1966), más conocido como Chema Gil, es un periodista y escritor, y experto en seguridad y terrorismo. Es el codirector del International Security Observatory y Coordinador de Operaciones de Emergencias en la Unidad de Protección Civil y Emergencias de San Javier. Experto en terrorismo yihadista por la UNESCO.

## Biografía
Es un conocido analista de Seguridad Internacional español. Es Investigador del Aula de Seguridad Humana de la Facultad de Seguridad de la Universidad de Murcia, en el Centro Universitario ISEN de Cartagena (España) y codirector del International Security Observatory; trabaja como adjunto a la jefatura de un servicio público profesional de defensa Civil (Protección Civil en denominación europea) especializado en formación, análisis de riesgos y planificación de operativas de seguridad y emergencias. Ha sido Director de Estudios de Seguridad Humana en el Instituto Superior internacional UNIVERSAE con sedes en Madrid, Barcelona y Murcia en España y en Costa Rica, Colombia, Ecuador y México y ha ejercido el periodismo (está colegiado en el Ilustre Colegio de Periodistas de la Región de Murcia en España) en el ámbito de la investigación, tribunales y sucesos en La Opinión (Editorial Prensa Ibérica). Ha recibido de la Orden del Mérito Policial de España, la Cruz al Mérito con distintivo blanco a propuesta de la Comisaría General de Información, el principal órgano de investigación antiterrorista de la Policía Nacional de España; por parte del Ayuntamiento de San Javier, la Medalla al Mérito de Protección Civil por su trabajo en un grave episodio de inundaciones durante el año 2016; ha sido condecorado con la Encomienda de Santiago de Marqués de las Amarillas (guardias civiles) por su defensa del trabajo de las Fuerzas de Seguridad del Estado y la defensa de las víctimas del Terrorismo; ostenta la Medalla al Mérito de la Protección Civil por la ANAV de 25 años de servicio, distintivo rojo; Premio a la Libertad de Información del Club Internacional de Prensa. Académicamente cursó la carrera del Grado Oficial en Seguridad por la Universidad de Murcia, obtuvo las máximas calificaciones de su promoción y en el trabajo final de grado que consistió en el análisis de la figura del agente encubierto digital en la lucha contra el terrorismo yihadista, obtuvo el Premio Extraordinario Final de Carrera y ha sido designado por la Universidad de Murcia (España) como 'Alumni' reconociéndole como egresado ser una referencia e inspiración para los estudiantes de la Universidad murciana; obtuvo la diplomatura en investigación privada en la misma universidad y ha obtenido, con destacadas calificaciones, dos diplomaturas en Dirección de Seguridad con reconocimiento del Ministerio del Interior, por las universidades de Murcia y la de Nebrija; Diplomado en Instrucción de Diligencias policiales de investigación por la UNED, Diplomado Superior en Seguridad Ciudadana, Terrorismo y Libertades Públicas (Instituto de Formación Policial); ha realizado dos cursos de posgrado por la Universidad de Valencia (España) como Diplomado EPU en Gestión de Emergencias y Protección Civil y Diplomado EPU en Sistemas de Prevención, Extinción de Incendios y Salvamento (Universidad de Valencia); ha cursado el Diploma en Ciencias del Islam por el Liceus (España) y un Diplomado Internacional en Estudios sobre Terrorismo por la Cátedra de la UNESCO. Se ha especializado como Analista de Seguridad Internacional, Terrorismo y Crimen Organizado, en Planificación de Operativos de Seguridad, Planificación en Prevención y Respuesta en situaciones de Emergencia. Es autor de "Lo que el Frente Polisario esconde" y "Polisario, un frente contra los derechos humanos". Autor de 'Historias de un alcalde atípico' en el que publicó una investigación sobre corrupción política y funcionarial que dio lugar a una investigación judicial en la que se ordenó el ingreso en prisión de políticos y funcionarios del Ayuntamiento de Torre Pacheco; así como varias condenas por el Tribunal Supremo. Por su actividad de investigación, tanto sobre crimen organizado como por desvelar actividades terroristas tuvo que estar bajo protección de la Guardia Civil y la Policía. Destaca por sus múltiples colaboraciones en medios de comunicación españoles como Cuatro, Antena 3, TeleCinco, Radio Nacional de España, Televisión Española, laSexta, COPE, TR3CE, Cadena SER, Radio Francia Internacional, la americana NTN24, la DW alemana, etc   ap.
Chema Gil es un periodista muy mediático, participando como experto en medios televisivos, donde aporta su experiencia, clave para entender el terrorismo yihadista.
Ha viajado a lugares en conflicto, consiguiendo entrevistas con los implicados en ataques terroristas.